# Elisenstraße 1–9 und Antoniusstraße 16

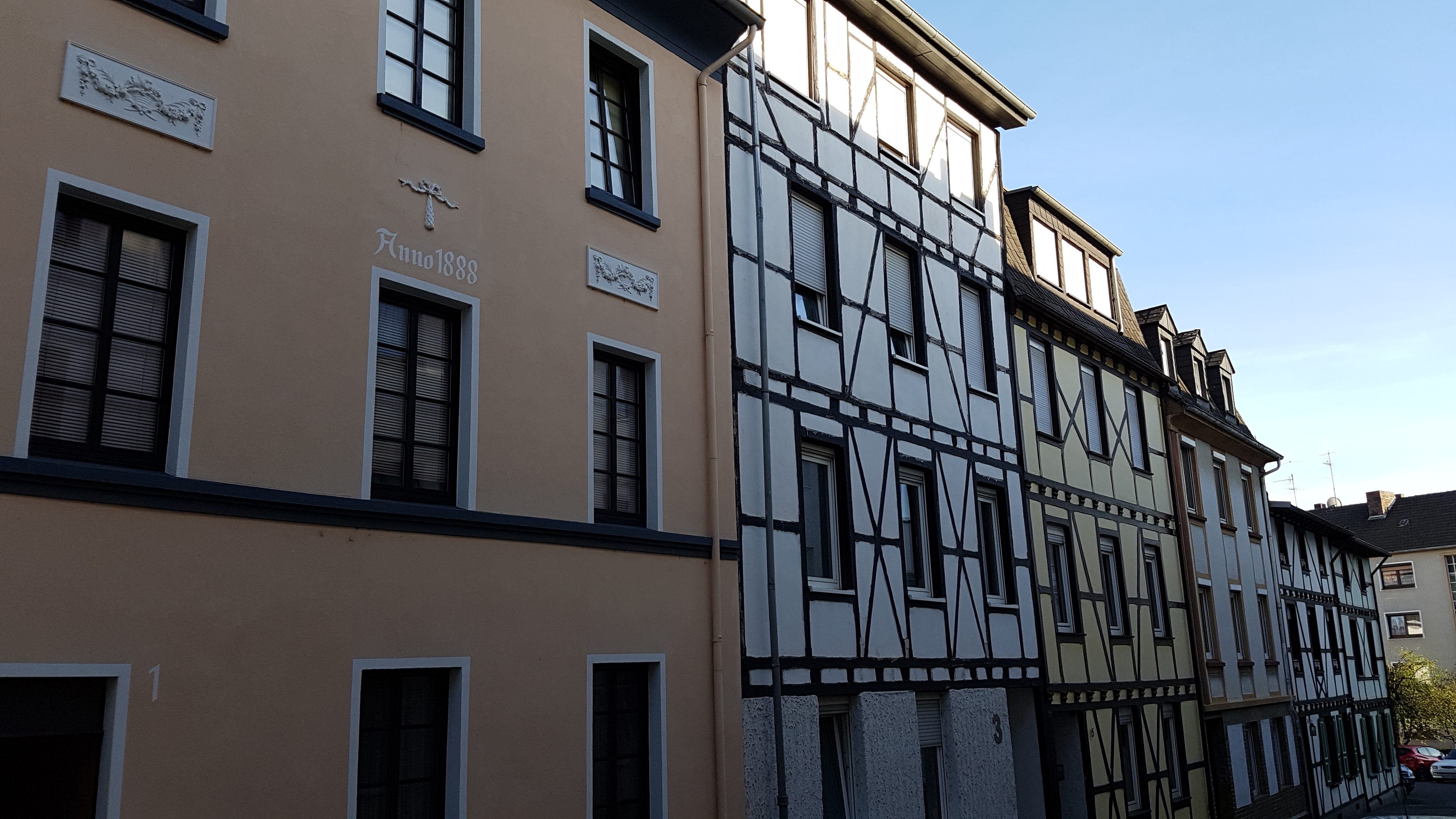
Gebäude der Denkmalzone Elisenstraße 1–9 und Antoniusstraße 16

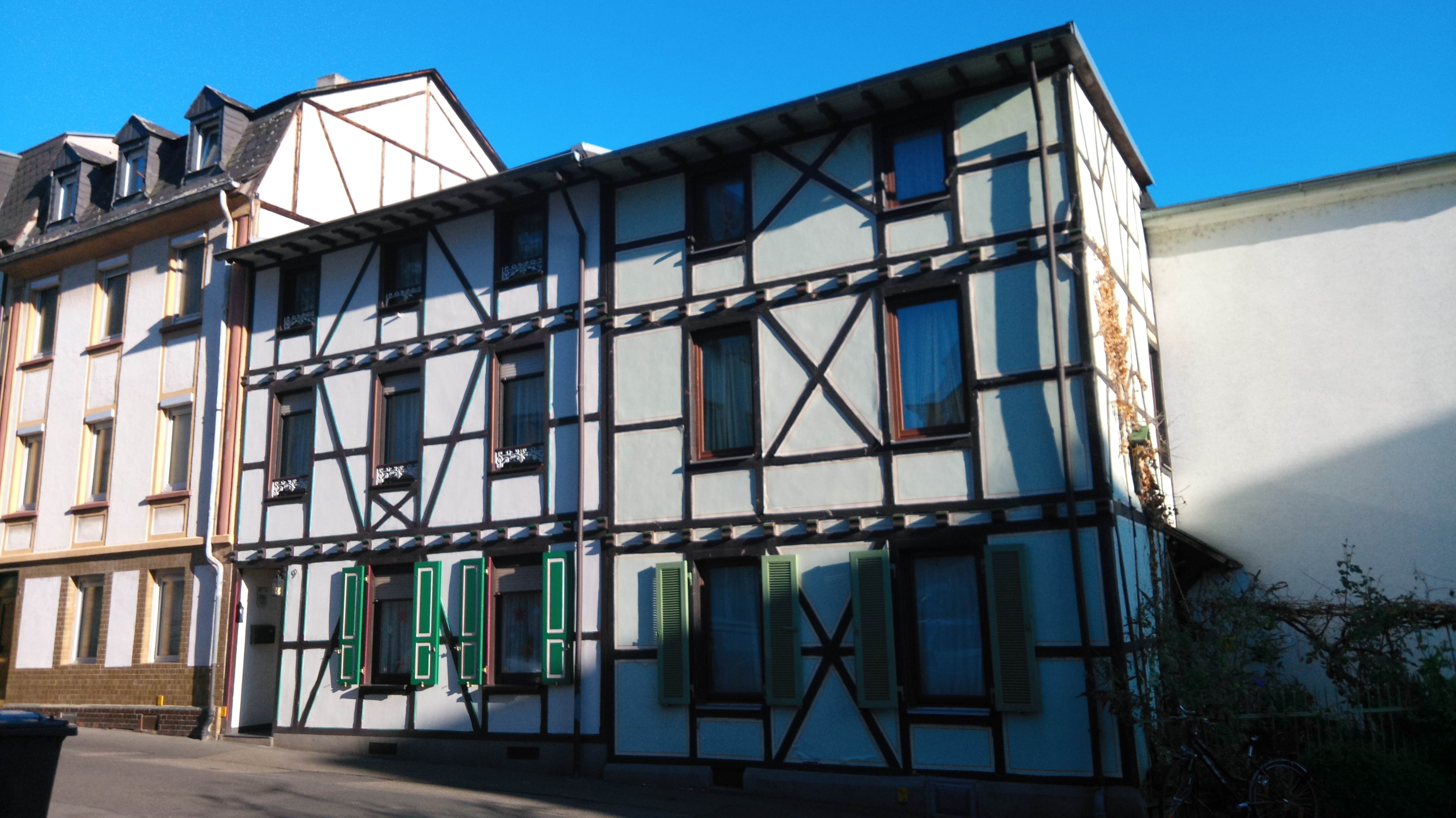
Gebäude der Elisenstraße 9 (links) und Antoniusstraße 16 (rechts)

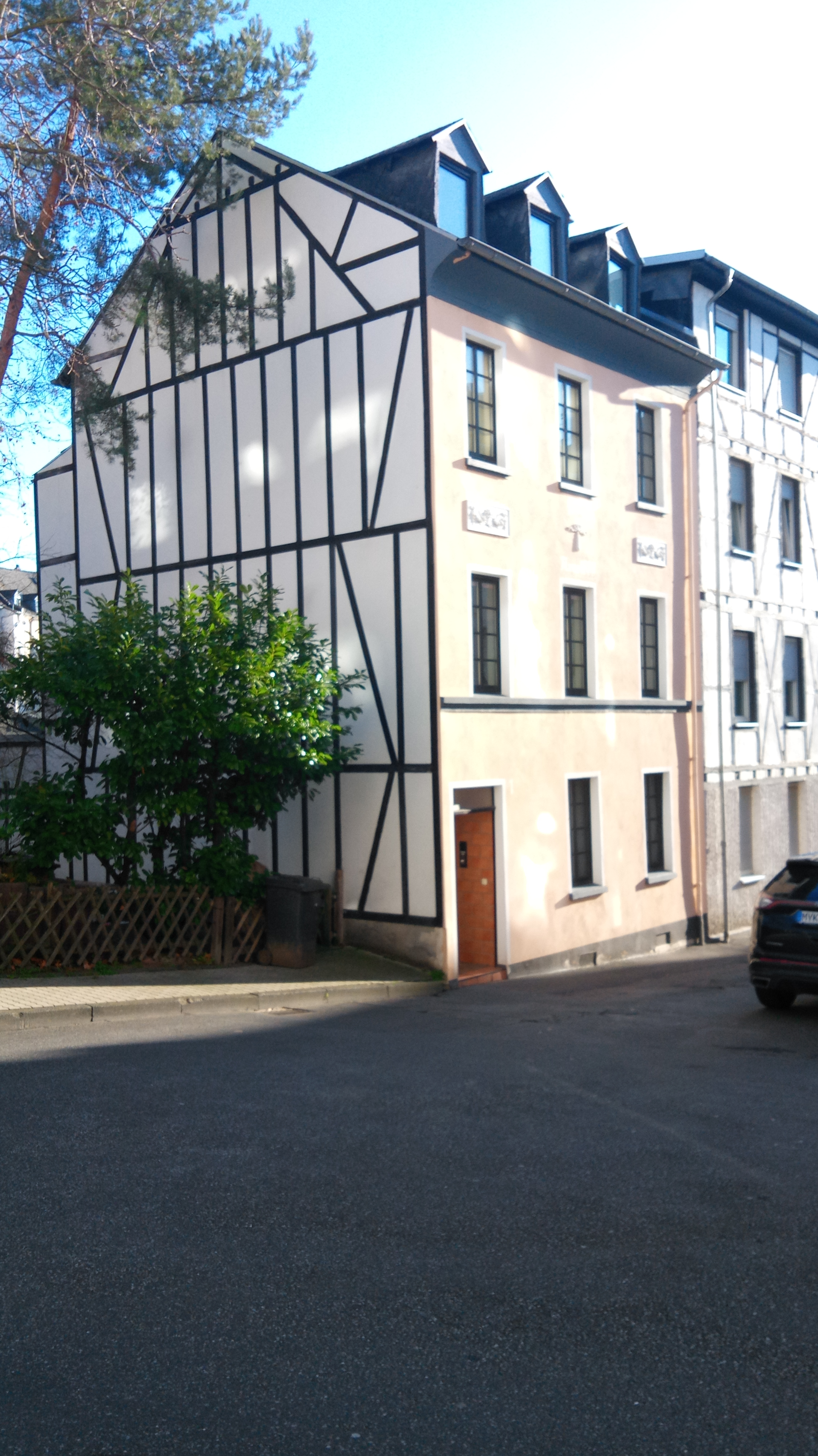
Elisenstraße 1

Die Denkmalzone Elisenstraße 1–9 und Antoniusstraße 16 befindet sich im Koblenzer Stadtteil Lützel. Sie erstreckt sich entlang der Ostseite der Elisenstraße und umfasst die fünf Gebäude der Elisenstraße mit ungeraden Hausnummern und das Eckhaus auf der Antoniusstraße mit der Nummer 16. Diese sechs Fachwerkhäuser sind Rayonbauten, also Gebäude, die in ihrer Entstehungszeit – den 1880er Jahren – aufgrund militärischer Erfordernisse dem Reichsrayongesetz unterworfen waren.

## Lage
Die Elisenstraße ist eine kurze, schmale gerade, nach Norden ansteigende Straße zwischen Antoniusstraße und An der Ringmauer. Die Denkmalzone Elisenstraße 1–9 und Antoniusstraße 16 befindet sich auf der Ostseite dieser Straße. Das Gebäude Elisenstraße 1 steht auf der Ecke zur Straße An der Ringmauer und das Gebäude Antoniusstraße 16 steht auf der Ecke der Elisenstraße mit der Antoniusstraße. Etwa 200 m entfernt von der Elisenstraße befand sich der Haupteingang der Feste Kaiser Franz, der heute noch erhalten ist. Die Feste Franz war ein wichtiger Bestandteil der preußischen Stadtbefestigung von Koblenz.

## Baugefüge
Die sechs Gebäude der Denkmalzone Elisenstraße 1–9 und Antoniusstraße 16 sind drei- oder vierstöckige traufständige Wohnhäuser aus den 1880er Jahren. Aufgrund ihrer Nähe zur Feste Kaiser Franz wurden sie in der Rayonbauweise als leichte Fachwerkhäuser errichtet, die im Kriegsfall schnell abgerissen werden konnten. Das Fachwerk ist eine dünngliedrige Konstruktion aus Nadelholz. Diese Bauweise ist bei den Häusern mit den Hausnummern 3, 5, 9 und 16 an der Fassade sichtbar, bei den Häusern mit den Nummern 1 und 7 ist dies noch am Giebel zu erkennen. Das Fachwerk besteht aus einfachen Streben und teilweise geschosshohen Andreaskreuzen zwischen und unter den Fenstern. Die Geschossbalken der Gebäude mit den Nummern 5, 9 und 16 haben profilierte Köpfe. Bei den Gebäuden mit den Hausnummern 9 und 16 sind auch die Dachsparren der weit vorstehenden Dächer sichtbar und profiliert.
Dieses Gebäudeensemble ist die einzige in Koblenz erhaltene Zeile von Rayonbauten.

## Denkmalschutz
Die Gebäude-Gruppe auf der östlichen Seite der Elisenstraße zusammen mit dem Eckhaus an der Antoniusstraße ist ein geschütztes Kulturdenkmal nach dem Denkmalschutzgesetz (DSchG) und ist in der Denkmalliste des Landes Rheinland-Pfalz eingetragen. Das Ensemble bildet die Denkmalzone Elisenstraße 1–9 und Antoniusstraße 16.
Seit 2002 ist die Denkmalzone Elisenstraße 1–9 und Antoniusstraße 16 Teil des UNESCO-Welterbes Oberes Mittelrheintal.